# Laila Vakil
Laila Vakil (21 de marzo de 1974) es una deportista británica que compitió en natación sincronizada. Ganó una medalla de bronce en el Campeonato Europeo de Natación de 1993, en la prueba dúo.

## Palmarés internacional
| Campeonato Europeo | Campeonato Europeo      | Campeonato Europeo | Campeonato Europeo |
| Año                | Lugar                   | Medalla            | Prueba             |
| ------------------ | ----------------------- | ------------------ | ------------------ |
| 1993               | Sheffield (Reino Unido) | Medalla de bronce  | Dúo                |